# Titanio caradjae
Titanio caradjae är en fjärilsart som beskrevs av Hans Rebel 1902. Titanio caradjae ingår i släktet Titanio och familjen Crambidae. Inga underarter finns listade i Catalogue of Life.